# Battlefield 1942
Battlefield 1942 é um jogo eletrônico de tiro em primeira pessoa de 2002 desenvolvido pela DICE e publicado pela Electronic Arts para Microsoft Windows e Mac OS X. O jogo pode ser jogado no modo single-player contra IA ou no modo multiplayer contra jogadores na Internet ou em uma rede local. É a primeira entrada da série Battlefield.
No jogo, onde os jogadores lutam em representações das batalhas da Segunda Guerra Mundial, tanto com as Forças do Eixo quanto os Aliados. O jogo ficou inicialmente conhecido pelo fato dos jogadores terem acesso a uma enorme variedade de veículos, desde tanques, jipes e aviões até grandes navios e submarinos. Apesar de ser possível jogar com em uma versão single player com bots, o jogo foi desenvolvido visando a ser jogado no modo multiplayer.
Teve duas expansões: Battlefield 1942: The Road To Rome e Battlefield 1942: The Secret Weapons of WWII. Atualmente, pode-se comprar toda a série em uma edição "Deluxe".

## Jogabilidade
A jogabilidade do jogo é baseada no domínio de bandeiras. Em um mapa médio, encontram-se em média 6 bandeiras, que podem ser dominadas por qualquer um dos adversários (exceto as bandeiras da base central). Dominar as bandeiras é importante por dois fatores: o fato de elas serem um spawn para os jogadores mortos e pelos pontos do oponente diminuir caso a sua equipa detenha mais da metade delas.
O jogo apresenta 5 classes de soldados, que poderão ser escolhidos antes do respawn. Cada uma tem uma especialidade:
- Assault (tropa de assalto): É a infantaria de guerra. As suas armas são um rifle de assalto, uma pistola, uma faca e granadas.
- Medic (médico): Os médicos são encarregados de recuperar os seus pontos de vida e os dos seus companheiros. As suas armas são uma submetralhadora, uma pistola, uma faca e granadas.
- Scout (atirador de elite/franco-atirador): Soldados eficazes em matar oponentes que se encontram a longas distâncias, porém ineficientes a curta distância. As suas armas são um rifle de precisão, uma pistola, uma faca e granadas. Possuem também um binóculo, com o qual podem marcar alvos no mapa para a artilharia.
- Engineer (engenheiro): Os engenheiros são encarregados de consertar os veículos e as construções. As suas armas são um rifle (semelhante ao dos scout, mas sem luneta), uma pistola, uma faca, minas terrestres e dinamite.
- Anti-Tank (antiblindados): São encarregados de destruir os veículos adversários. As suas armas são um lança-mísseis ("bazooka"), uma pistola, uma faca e granadas.

Para locomoção no mapa, pode-se ir a pé, ou em um dos inúmeros veículos do jogo, tais como tanques de guerra, jipes, barcos, aviões e veículos blindados de transporte (APDs)
Vale ressaltar que todos os veículos citados têm variações. Os tanques, por exemplo, têm várias: Panzer IV, Sherman, Tiger, M10, Chi-ha, entre outros.

### Multiplayer
Atualmente o jogo possui comunidade ativa com uma redução grande do que o jogo já teve, mas um grande feito para um jogo de 2002. O modo de jogo padrão do Battlefield 1942 é o Conquest onde se deve capturar pontos de controle pelo mapa, podendo ter até 32 jogadores em um servidor.

## Recepção
Em 2003, Battlefield 1942 vence 6 categorias no "6th annual Interactive Achievement Awards":  "Online Gameplay", "Innovation in PC Gaming", "PC Game of the Year", "Game of the Year".
No dia 15 de Março de 2004 o jogo atingiu a marca de 5 milhões de cópias vendidas.

## Legado

### Expansões e sequências
Battlefield 1942 recebeu 2 expansões, o The Road To Rome, em 2 de Fevereiro de 2003, e o The Secret Weapons of WWII, em 4 de Setembro de 2003.
Foram lançadas duas continuações: Battlefield Vietnam em 14 de Março de 2004 e Battlefield 2 em 21 de Junho de 2005.
A versão do jogo para Apple Macintosh foi lançada em 22 de Junho de 2004.